# Gerald van Wales

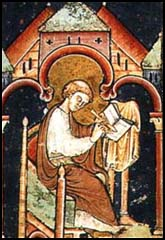
Gerald van Wales.

Gerald van Wales (ca. 1146 - ca. 1223), ook wel bekend als Gerallt Gymro in het Welsh of Giraldus Cambrensis in het Latijn, was een middeleeuwse geestelijke en kroniekschrijver. Hij werd geboren rond 1146 op Manorbier Castle in Pembrokeshire en was van gemengd Normandische en Welsh afkomst.

## Lijst van zijn werken

### Bewaarde werken
- Topographia Hiberniae ("Topografie van Ierland", 1188)
- Expugnatio Hibernica ("Verovering van Ierland")
- Itinerarium Cambriae ("Reis door Wales", 1191)
- Liber de Principis instructione ca. 1193
- Descriptio Cambriae ("Beschrijving van Wales", 1194)
- De instructione principis ("Educatie van een prins")
- De rebus a se gestis ("Autobiografie")
- De iure et statu Menevensis ecclesiae ("Rechten en privileges van de Kerk van St Davids")
- Gemma ecclesiastica ("Juweel van de kerk")
- Speculum ecclesiae ("Spiegel van de kerk")
- Symbolum electorum
- Invectiones
- Retractationes
- Speculum duorum
- Vita sancti Hugonis Lindensis (Leven van Hugo van Lincoln)
- Vita Galfridi archiepiscopi Eboracensis (Leven van Geoffrey, aartsbisschop of York)
- Vita sancti Ethelberti (Leven van Sint-Ethelbert van Kent)
- Vita sancti Remigii (Leven van Sint-Remigius van Reims)
- Vita sancti Davidii (Leven van Sint-David)

### Verloren werken
- Vita sancti Karadoci ("Leven van Sint Caradoc")
- De fidei fructu fideique defectu
- Cambriae mappa

- Bibsys: 90177423
- Biblioteca Nacional de España: XX1355969
- Bibliothèque nationale de France: cb13516341h (data)
- CiNii: DA01512813
- Gemeinsame Normdatei: 118717618
- International Standard Name Identifier: 0000 0004 4931 0667
- Library of Congress Control Number: n50033813
- Nationale Bibliotheek van Letland: 000292457
- Bibliotheek van het Japanse parlement: 001116402
- Nationale Bibliotheek van Tsjechië: mzk2003215054
- Nationale bibliotheek van Australië: 36591931
- Nationale Bibliotheek van Israël: 987007261874805171
- Nederlandse Thesaurus van Auteursnamen: 070981035
- Réseau des bibliothèques de Suisse occidentale: 02-A000072292
- Istituto Centrale per il Catalogo Unico: MILV011170
- LIBRIS: 188265
- SNAC: w60t3fb3
- Système universitaire de documentation: 027628698
- Trove: 162540
- Union List of Artist Names: 500330562
- Virtual International Authority File: 67260463